# Castillo Casco
El castillo Casco era un centro turístico en South Freeport, Maine, Estados Unidos. Construido en 1903, estaba destinado a parecerse a un castillo. Esta edificación se quemó en 1914. Todo lo que queda ahora es su torre de 185 pies (56 metros) de altura, que se encuentra en una propiedad privada, inaccesible al público. La torre se puede ver desde Harraseeket Road, unos metros más cerca de la costa, o desde Winslow Memorial Park, directamente hacia el sur, cruzando por el río Harraseeket. La parte principal del edificio estaba al sur, con la torre en su lado norte, conectada por un puente.
En 1903, Amos F. Gerald, oriundo de Fairfield (Maine), construyó el castillo como centro turístico, con habitaciones para alrededor de cien huéspedes, con el objetivo de fomentar los viajes en trolebús. Era su segundo intento; el primero, Merrymeeting Park, en Brunswick (Maine), fue un fracaso. Los terrenos presentaban un hotel y restaurante, un área de pícnic, un campo de béisbol y un pequeño zoológico. El hotel se quemó en 1914, pero su torre de piedra se salvó. Se encuentra hoy en propiedad privada. El castillo se puede apreciar desde el Winslow Memorial Park.
Los tranvías del Portland & Brunswick Street Railway, del cual Gerald era gerente general, traían visitantes. Después de apearse, cruzaban 70 pies (21 metros) sobre Spark Creek en un puente colgante de acero y después caminaban hasta la entrada del hotel.
La llegada del automóvil contribuyó al declive de los viajes en trolebús y barcos de vapor, y el complejo cerró en 1914 después de once años. Reabrió el mismo año con nuevos propietarios, pero se produjo un incendio y destruyó el hotel.
Una impresión fotomecánica del castillo se encuentra en los archivos del Museo Metropolitano de Arte de la ciudad de Nueva York.